# Färöische Fußballmeisterschaft 1971
Die Färöische Fußballmeisterschaft 1971 wurde in der Meistaradeildin genannten ersten färöischen Liga ausgetragen und war insgesamt die 29. Saison. Sie startete am 2. Mai 1971 und endete am 5. September 1971.
ÍF Fuglafjørður wurde als neues festes Mitglied in die höchste Spielklasse aufgenommen und war der elfte Teilnehmer dieser nach Einführung des Ligaspielbetriebs 1947. Meister wurde HB Tórshavn, die den Titel somit zum sechsten Mal erringen konnten. Titelverteidiger KÍ Klaksvík landete auf dem zweiten Platz.
Im Vergleich zur Vorsaison verbesserte sich die Torquote auf 5,96 pro Spiel, was den höchsten Schnitt in der höchsten Spielklasse nach Einführung des Ligaspielbetriebs 1947 bedeutete und bisher auch nicht übertroffen wurde. Den höchsten Sieg erzielte HB Tórshavn im Heimspiel gegen ÍF Fuglafjørður mit 14:1, was zugleich das torreichste Spiel darstellte.

## Modus
In der Meistaradeildin spielte jede Mannschaft nun an zehn Spieltagen jeweils zwei Mal gegen jede andere. Die punktbeste Mannschaft zu Saisonende stand als Meister dieser Liga fest, eine Abstiegsregelung gab es nicht.

## Saisonverlauf
Nachdem direkt das erste Spiel von KÍ Klaksvík auswärts mit 1:3 gegen TB Tvøroyri verloren wurde, konnten diese am dritten Spieltag dem bisherigen Tabellenführer HB Tórshavn mit einem 2:1-Auswärtssieg deren erste Niederlage zusetzen. Auch der neue Tabellenführer VB Vágur wurde zu Hause mit 5:1 besiegt, so dass KÍ Klaksvík nach vier Spielen erstmals an der Tabellenspitze stand. Durch die bessere Tordifferenz zog HB Tórshavn im weiteren Verlauf jedoch wieder vorbei. Im Rückspiel zwischen beiden Mannschaften sicherte sich HB durch einen 2:1-Auswärtssieg gegen KÍ die Meisterschaft.

## Abschlusstabelle
| Pl. | Verein              | Sp. | S | U | N | Tore    | Quote | Punkte |
| --- | ------------------- | --- | - | - | - | ------- | ----- | ------ |
| 1.  | HB Tórshavn         | 10  | 9 | 0 | 1 | 060:100 | 6,00  | 18:20  |
| 2.  | KÍ Klaksvík (M)     | 10  | 8 | 0 | 2 | 047:100 | 4,70  | 16:40  |
| 3.  | VB Vágur            | 10  | 5 | 1 | 4 | 032:340 | 0,94  | 11:90  |
| 4.  | TB Tvøroyri         | 10  | 3 | 0 | 7 | 017:390 | 0,44  | 06:14  |
| 5.  | B36 Tórshavn        | 10  | 2 | 1 | 7 | 012:320 | 0,38  | 05:15  |
| 6.  | ÍF Fuglafjørður (N) | 10  | 2 | 0 | 8 | 015:580 | 0,26  | 04:16  |

Platzierungskriterien: 1. Punkte – 2. Torquotient
| (M) | Meister 1970 |
| (N) | Aufsteiger   |

## Spiele und Ergebnisse
|                 | B36 | HB  | ÍF    | KÍ  | TB     | VB  |
| --------------- | --- | --- | ----- | --- | ------ | --- |
| B36 Tórshavn    |     | 1:7 | 3:1   | 0:3 | 3:0    | 2:2 |
| HB Tórshavn     | 5:0 |     | 14:10 | 1:2 | 6:1    | 9:0 |
| ÍF Fuglafjørður | 2:1 | 2:7 |       | 0:9 | 0-:- 1 | 3:5 |
| KÍ Klaksvík     | 7:0 | 1:2 | 6:0   |     | 0-:- 2 | 5:1 |
| TB Tvøroyri     | 3:1 | 0:6 | 5:1   | 3:1 |        | 1:3 |
| VB Vágur        | 2:1 | 2:3 | 7:3   | 3:4 | 0-:- 3 |     |

## Spielstätten
| Mannschaft      | Stadion        | Spielort     |
| --------------- | -------------- | ------------ |
| B36 Tórshavn    | Gundadalur     | Tórshavn     |
| HB Tórshavn     | Gundadalur     | Tórshavn     |
| ÍF Fuglafjørður | Í Fløtugerði   | Fuglafjørður |
| KÍ Klaksvík     | Við Djúpumýrar | Klaksvík     |
| TB Tvøroyri     | Sevmýri        | Tvøroyri     |
| VB Vágur        | Á Eiðinum      | Vágur        |

## Nationaler Pokal
Im Landespokal gewann HB Tórshavn mit 9:0 gegen TB Tvøroyri und erreichte dadurch das Double.